# David Jones (Fußballspieler, 1984)
David Frank Llwyd Jones (* 4. November 1984 in Southport) ist ein englischer Fußballspieler. Dem in der Jugendakademie von Manchester United ausgebildeten Mittelfeldspieler gelang der Sprung in die Profimannschaft der „Red Devils“ nicht; stattdessen heuerte er nach drei Ausleihphasen beim damaligen Zweitligisten Derby County an.

## Sportlicher Werdegang

### Ausbildung bei Manchester United (1995–2005)
Im Alter von nur zehn Jahren schloss sich der junge David Jones der Nachwuchsabteilung von Manchester United an. Während der Spielzeit 2000/01 kam er zu acht Einsätzen in der U-17 von „Man United“, worauf er am 2. Juli 2001 einen offiziellen Ausbildungsvertrag unterzeichnete. Im Frühjahr 2002 machte er sich auch in der U-19-Auswahl einen Namen und führte das Team in der Saison 2002/03 als Kapitän aufs Spielfeld. In insgesamt 18 Partien schoss er ein Tor und zog zudem ins Endspiel des FA Youth Cups ein. Dort sicherte er sich mit einem 2:0-Sieg im Finalrückspiel gegen die Junioren des FC Middlesbrough die erste nationale Pokaltrophäe in seiner Karriere – Mannschaftskamerad war hier übrigens Sylvan Ebanks-Blake, den er später bei den Wolverhampton Wanderers wiedersehen sollte.
Der nächste Schritt war die dauerhafte Etablierung im Mittelfeldzentrum des Reserveteams. Hoffnungen auf eine weitere Beförderung in die erste Mannschaft erfüllten sich jedoch noch nicht und auch im Ligapokal saß er im Dezember 2003 zwar erstmals auf der Ersatzbank, kam aber nicht zum Einsatz. In der Spielzeit 2004/05 ließ Manchester United neben dem regulären Reserveteam in der Premier Reserve League eine zweite Ersatzmannschaft in der Pontins’ Holiday League spielen, in der wiederum Jones zum Mannschaftskapitän gemacht wurde. In dieser Liga errang er den Titel und da er auch in einigen Partien der zuerst genannten Reservemannschaft spielte, kam er zu einer Art „Reservemannschaft-Double“, da diese ebenfalls die Meisterschaft gewann. Sein Debüt im Profiteam gab Jones als Einwechselspieler am 1. Dezember 2004 anlässlich des 1:0-Ligapokalerfolgs gegen den FC Arsenal. Sein erster Einsatz von Beginn an war am 8. Januar 2005 beim überraschenden 0:0-Heimremis in der dritten Runde des FA Cups gegen Exeter City.
Der endgültige Zugang zur Profimannschaft blieb ihm aber trotz dieser sporadischen Einsatzmöglichkeiten verwehrt. Stammspieler wie Roy Keane und Paul Scholes waren im defensiven Mittelfeld eine zu große Konkurrenz, der Jones nun vermehrt über Ausleihgeschäfte mit weniger renommierten Vereinen aus dem Weg ging.

### Ausleihphasen (2005–2007)
Jones’ erster Weg führte in der Saison 2005/06 zum Zweitligisten Preston North End, bei dem er am 6. August 2005 zu seinem ersten Profiligaspiel gegen den FC Watford (2:1) kam. Nach guten Leistungen als „Joker“ von der Ersatzbank entwickelte er sich bei „PNE“ zum Stammspieler im Mittelfeld. Am 29. August 2005 schoss er beim 4:0-Auswärtssieg bei Ipswich Town sein erstes Pflichtspieltor und absolvierte bis zum Jahresende 24 Einsätze. Kurz nach dem Jahreswechsel folgte die nächste Leihperiode.
Beim niederländischen Ehrendivisionär NEC Nijmegen half er drei Monate aus und hinterließ bei seinen Einwechselungen gegen Ajax Amsterdam, Sparta Rotterdam und ADO Den Haag auf Anhieb einen guten Eindruck. Trotz seines kurzen Gastspiels etablierte sich Jones im halblinken Mittelfeld des in Nijmegen praktizierten 4-3-3-Systems und bei der vereinsinternen Wahl zum besten Spieler der abgelaufenen Saison wählte man ihn hinter dem Stürmer Romano Denneboom auf den zweiten Platz. Er verabschiedete sich von NEC auf dem zehnten Abschlusstabellenplatz und kehrte nach Manchester zurück, wo er einen neuen Dreijahresvertrag unterschrieben hatte. Die Perspektiven verschlechterten sich dort aber weiterhin, zumal mit Michael Carrick für 14 Millionen Pfund ein weiterer „Hochkaräter“ auf seiner Position von Tottenham Hotspur verpflichtet worden war. Nach lediglich zwei Partien im Ligapokal nahm die Vereinsführung von United am 15. November 2006 ein Angebot des Zweitligisten Derby County an, das zunächst eine weitere Ausleihe vorsah, mit der möglichen Option einer dauerhaften Verpflichtung bei nächster Gelegenheit für eine Ablösesumme in Höhe von einer Million Pfund. In der Wintertransferphase wechselte Jones schließlich im Januar 2007 endgültig zu den „Rams“, die von Billy Davies trainiert wurden, den der Mittelfeldakteur bereits aus seiner Zeit in Preston kannte.

### Über Derby nach Wolverhampton (2007–2011)
Während der Aufstiegssaison von Derby County war Jones im Mittelfeld maßgeblich am Erfolg beteiligt. Er schoss gegen Crystal Palace, Sheffield Wednesday und Norwich City entscheidende Tore, rückte dann aber in der entscheidenden Phase ins zweite Glied zurück – beim 1:0-Sieg gegen West Bromwich Albion im Play-off-Finale wurde er erst in der 87. Minute eingewechselt. Obwohl sich Derby County in der obersten englischen Spielklasse schwer tat und am Tabellenende festsetzte, blieben Jones’ Einsätze unregelmäßig und auch der Trainerwechsel zum Paul Jewell half nur wenig, wenngleich zwölf seiner 15 Pflichtspielpartien in der Spielzeit 2007/08 unter dem neuen sportlichen Leiter waren.
Im Anschluss an den Abstieg unterschrieb Jones am 27. Juni 2008 beim Zweitligisten Wolverhampton Wanderers einen neuen Dreijahreskontrakt, wobei die Ablösesumme nach Medienberichten 1,2 Millionen Pfund betragen haben soll. Bei den „Wolves“ war er ab dem ersten Spieltag eine feste Größe, zeigte sich aber im Laufe der Saison 2008/09, die ihm einen erneuten Aufstieg in die Premier League bescherte, verletzungsanfällig und verpasste dadurch zwölf Ligapartien.

### Wigan Athletic

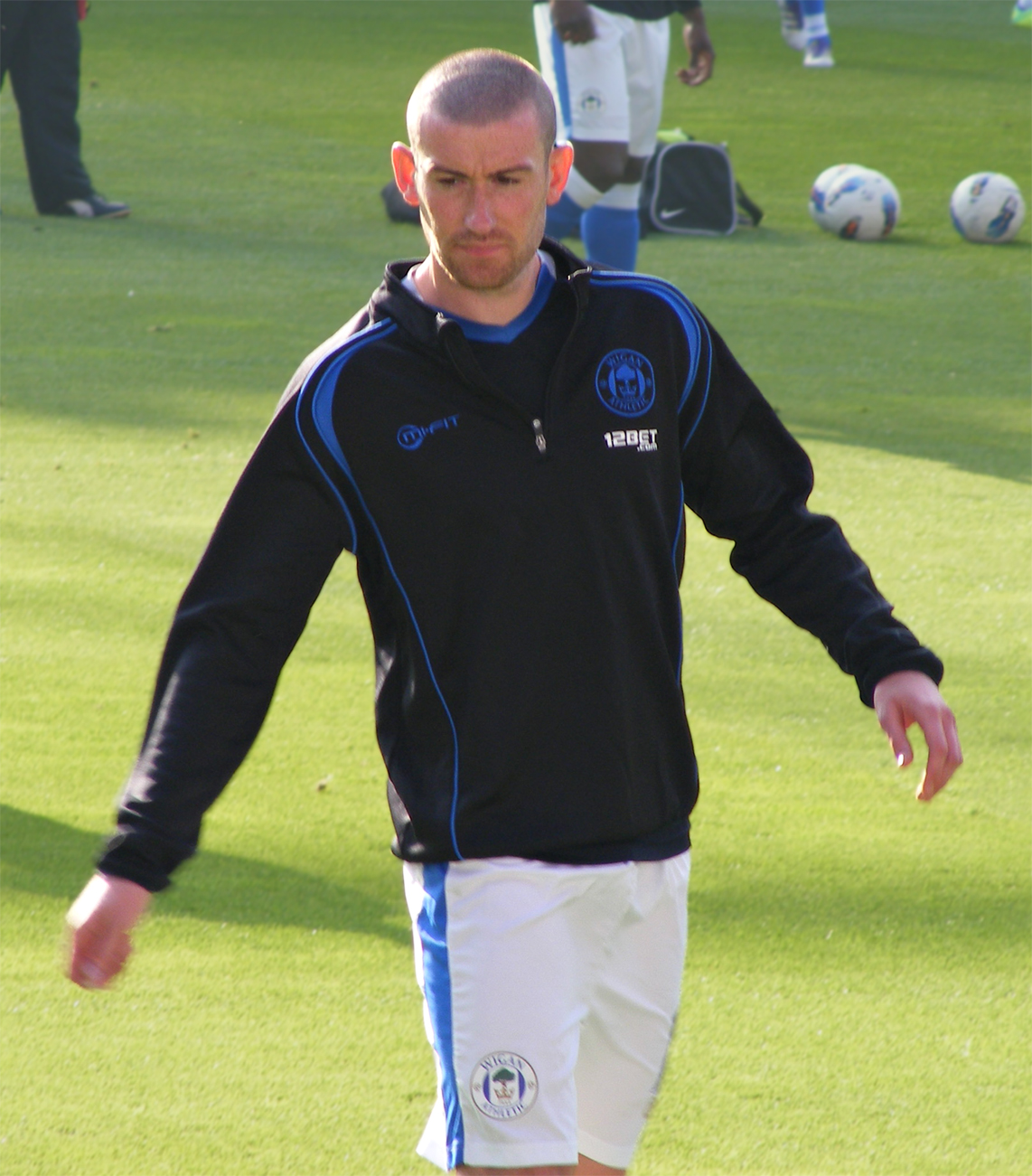
Jones bei Wigan Athletic (2011)

Am 2. August 2011 wechselte David Jones zu Wigan Athletic.

## Erfolge
- FA-Youth-Cup-Gewinner: 2003
- Premier-Reserve-League-Sieger: 2005